# Bílý potok (přítok Křinice)
Bílý potok (německy Weißbach) je pravostranný přítok Křinice v okrese Děčín v Ústeckém kraji a v zemském okrese Saské Švýcarsko-Východní Krušné hory v německé spolkové zemi Sasko. Délka toku měří 4,2 km.

## Průběh toku
Bílý potok pramení na svahu bezejmenného kopce (493 m) téměř 500 m jižně od železniční zastávky Mikulášovice horní nádraží v nadmořské výšce přibližně 470 m. Nedaleko pramene protéká bezejmenným rybníkem vytvořeným státním statkem v období po druhé světové válce. Za rybníkem protéká bažinami, vytváří meandry a přijímá vodu z kratších nepojmenovaných přítoků. Přibližně po jednom kilometru jej křižuje Hinterhermsdorfská kostelní stezka, po které chodili věřící z Hinterhermsdorfu a Saupsdorfu do brtnického kostela svatého Martina v dobách reformace. Na kostelní stezku navazuje zeleně značená turistická trasa. Po několika stech metrech vytváří potok státní hranici mezi Českem a Německem a zároveň hranici národních parků České a Saské Švýcarsko. Protéká přitom údolím zvaným Weißbachtal (česky Údolí Bílého potoka), kterým zároveň prochází žlutě značená turistická stezka zvaná Hinterhermsdorfer Rundweg (česky Hinterhermsdorfská okružní cesta). V údolí se do něj zleva vlévá Železný potok. Po 4,2 km opouští státní hranici a poblíž bývalé Zadní Doubice ústí na německém území do řeky Křinice. Podloží tvoří postupně střednězrnný lužický granodiorit, červená hrubozrnná brtnická žula, modrošedá hrubozrnná rumburská žula a pískovec.

## Galerie

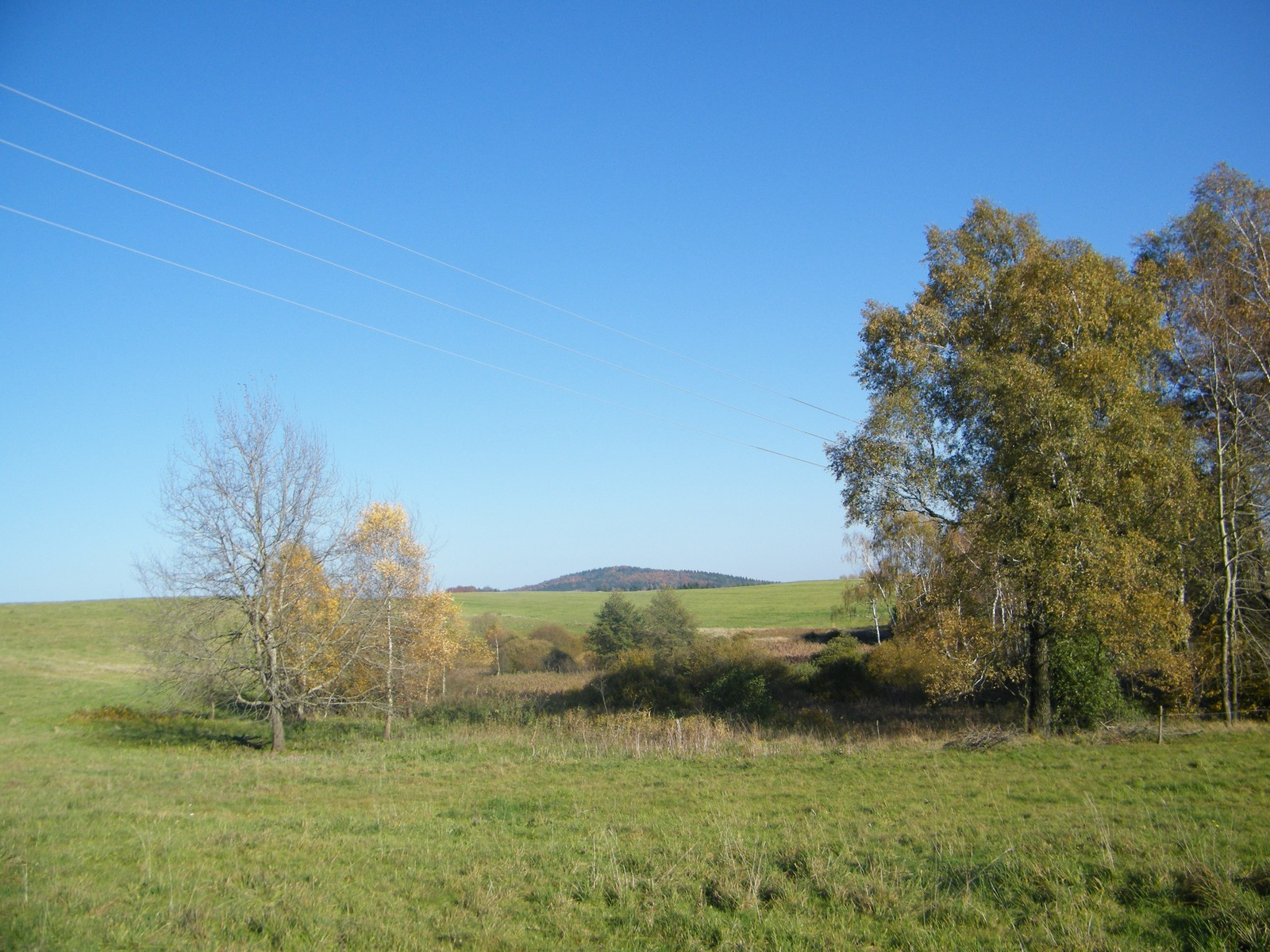
Pohled k pramenu Bílého potoka
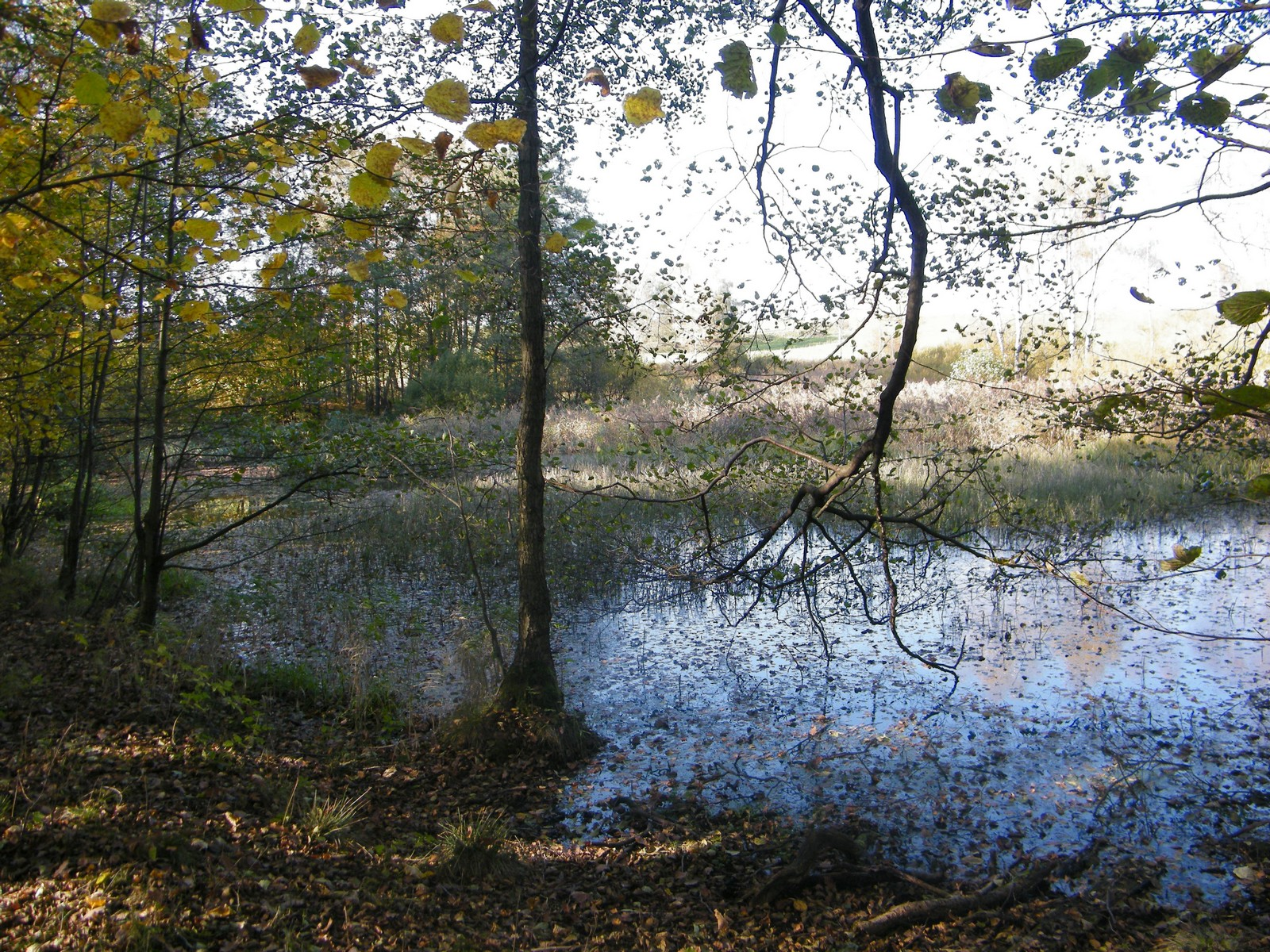
Bezejmenný rybník
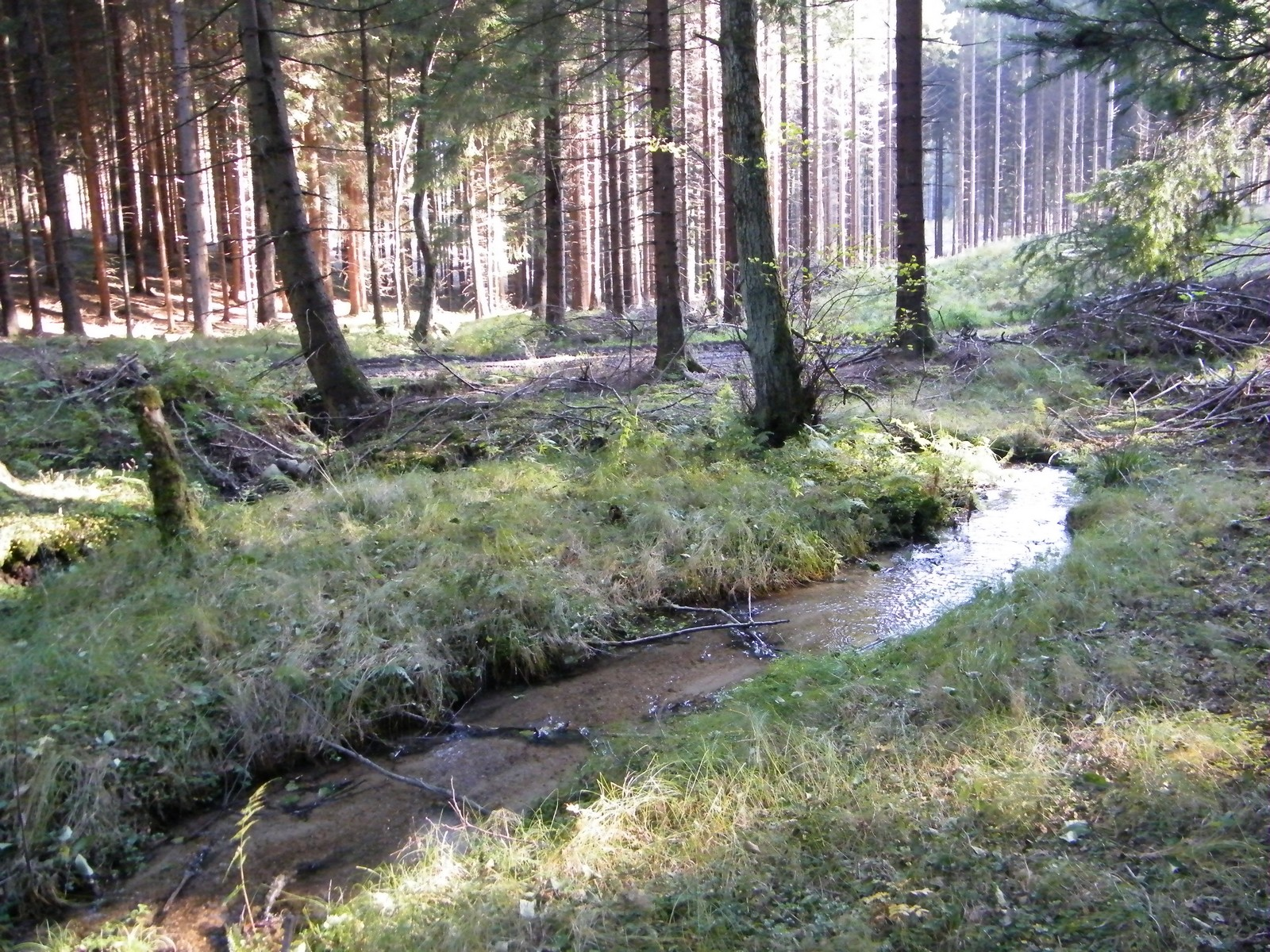
Horní tok u kostelní stezky
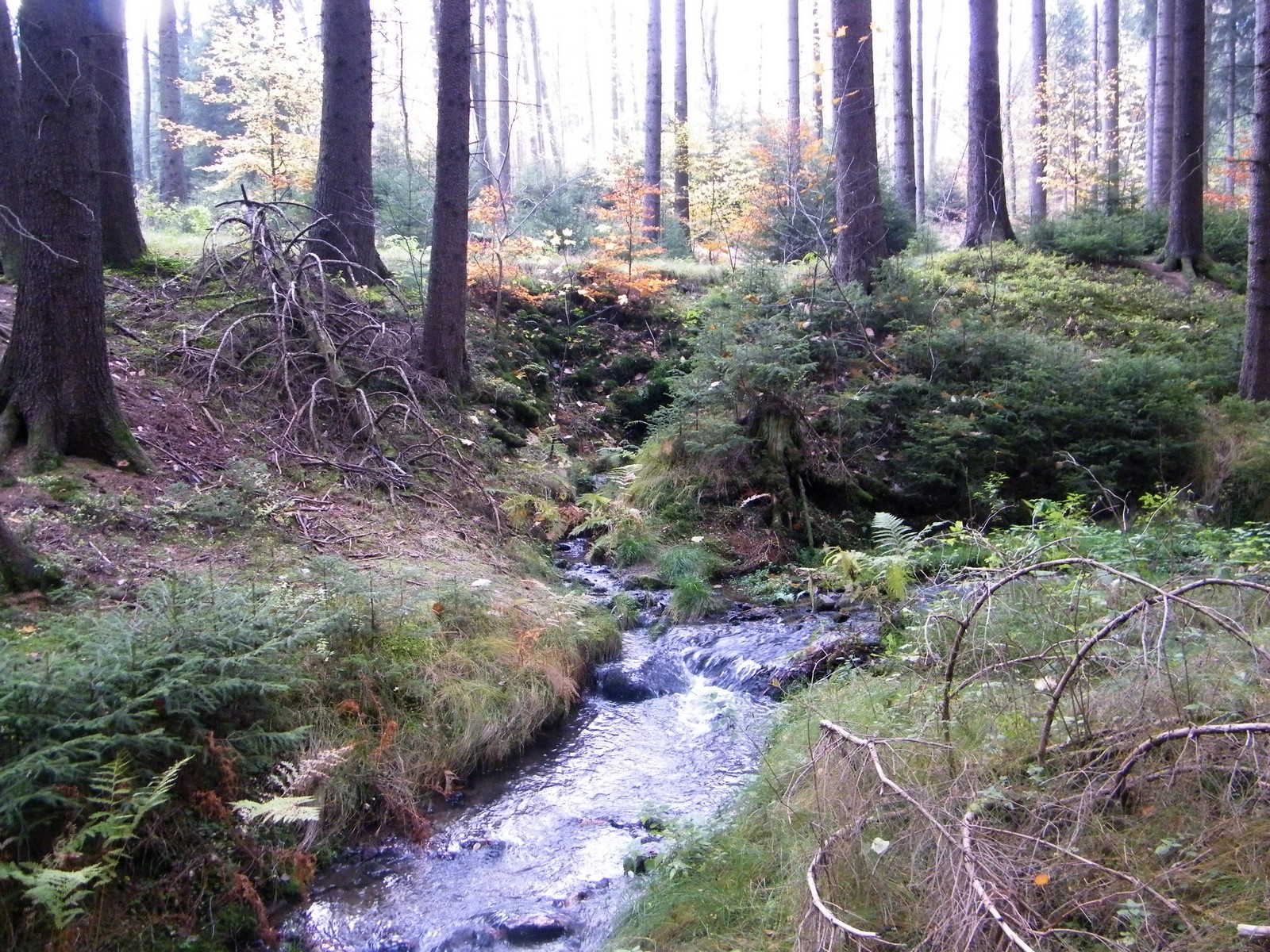
Potok na státní hranici
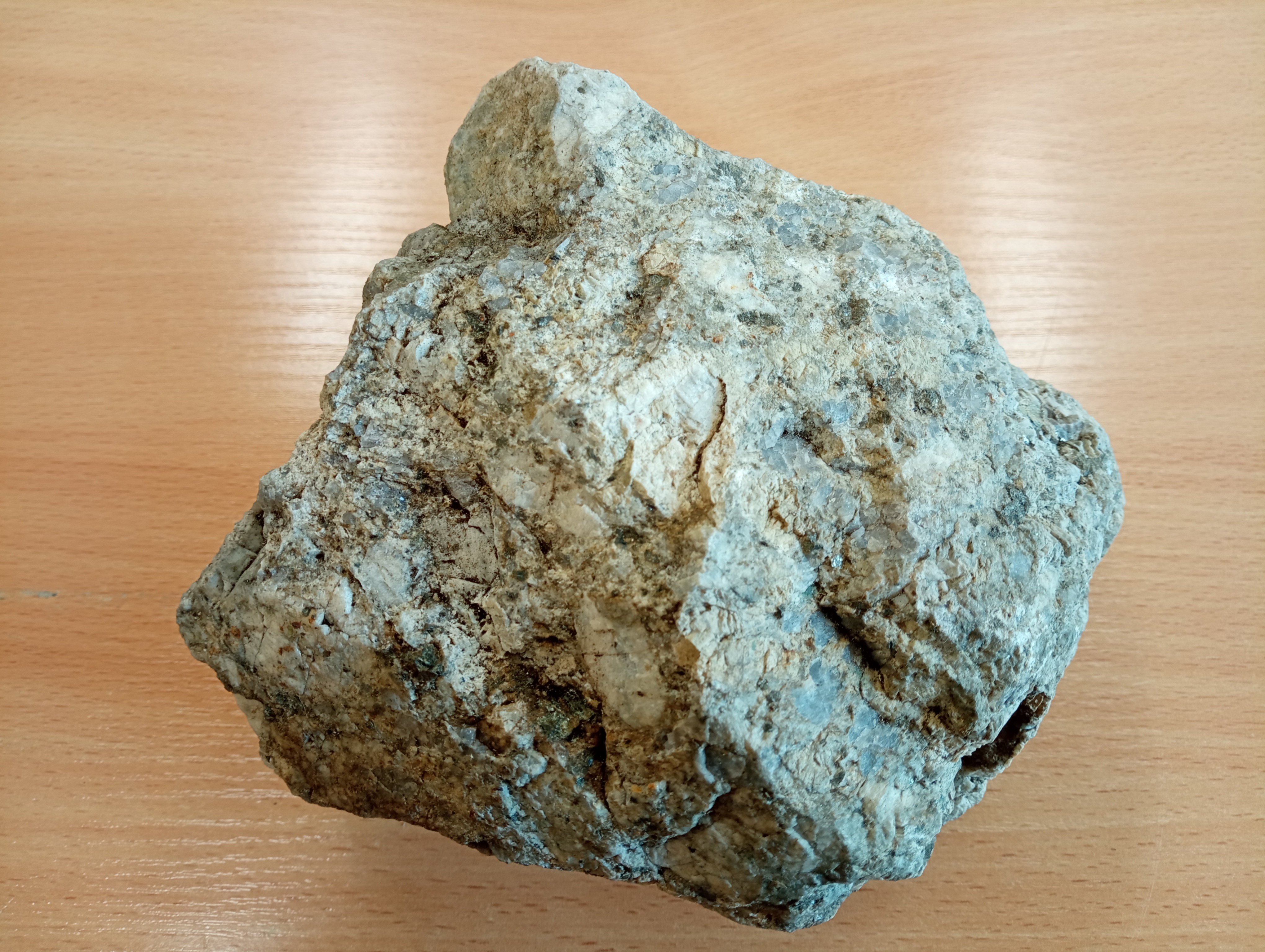
Rumburská žula z Bílého potoka
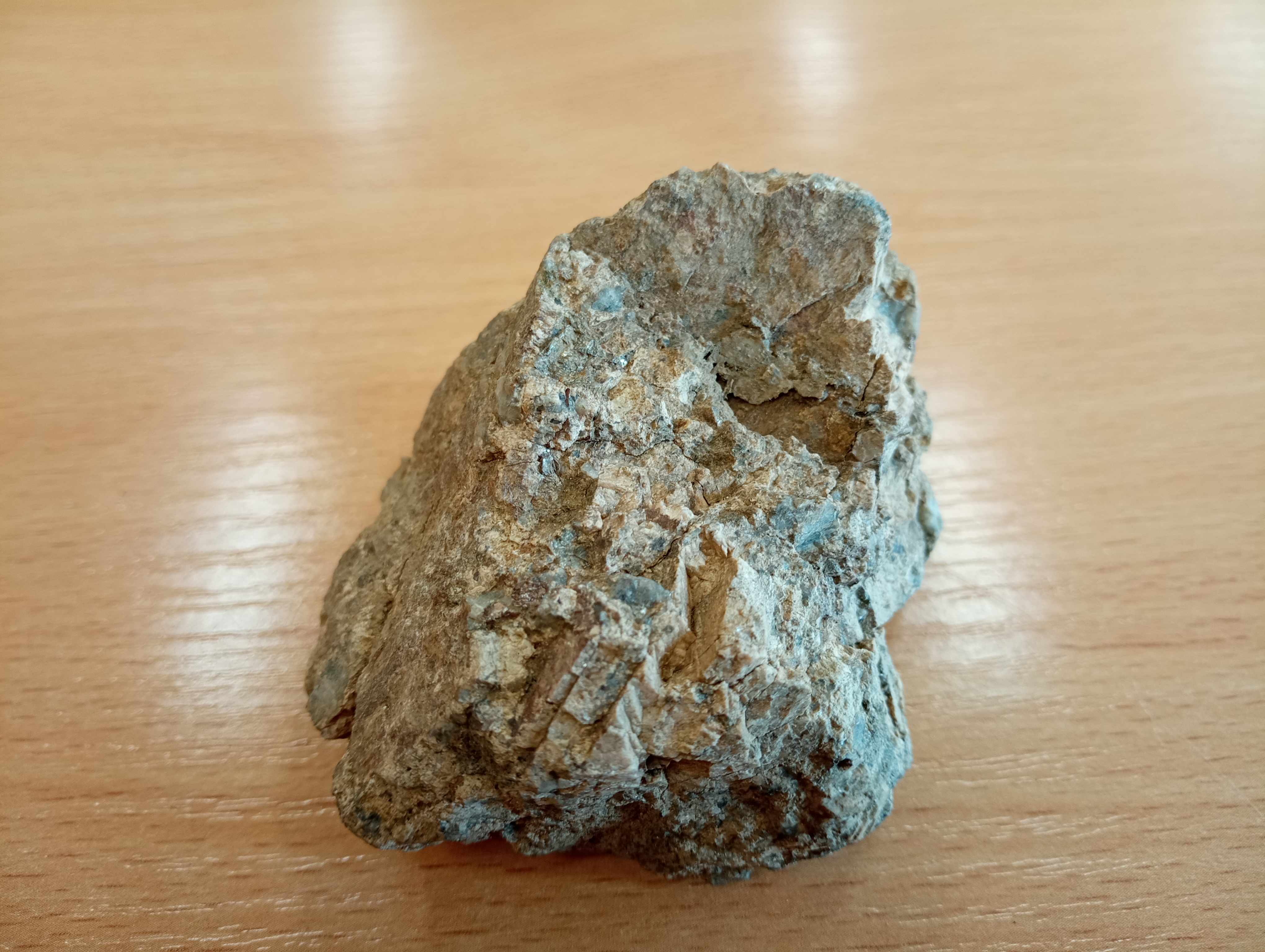
Brtnická žula z Bílého potoka
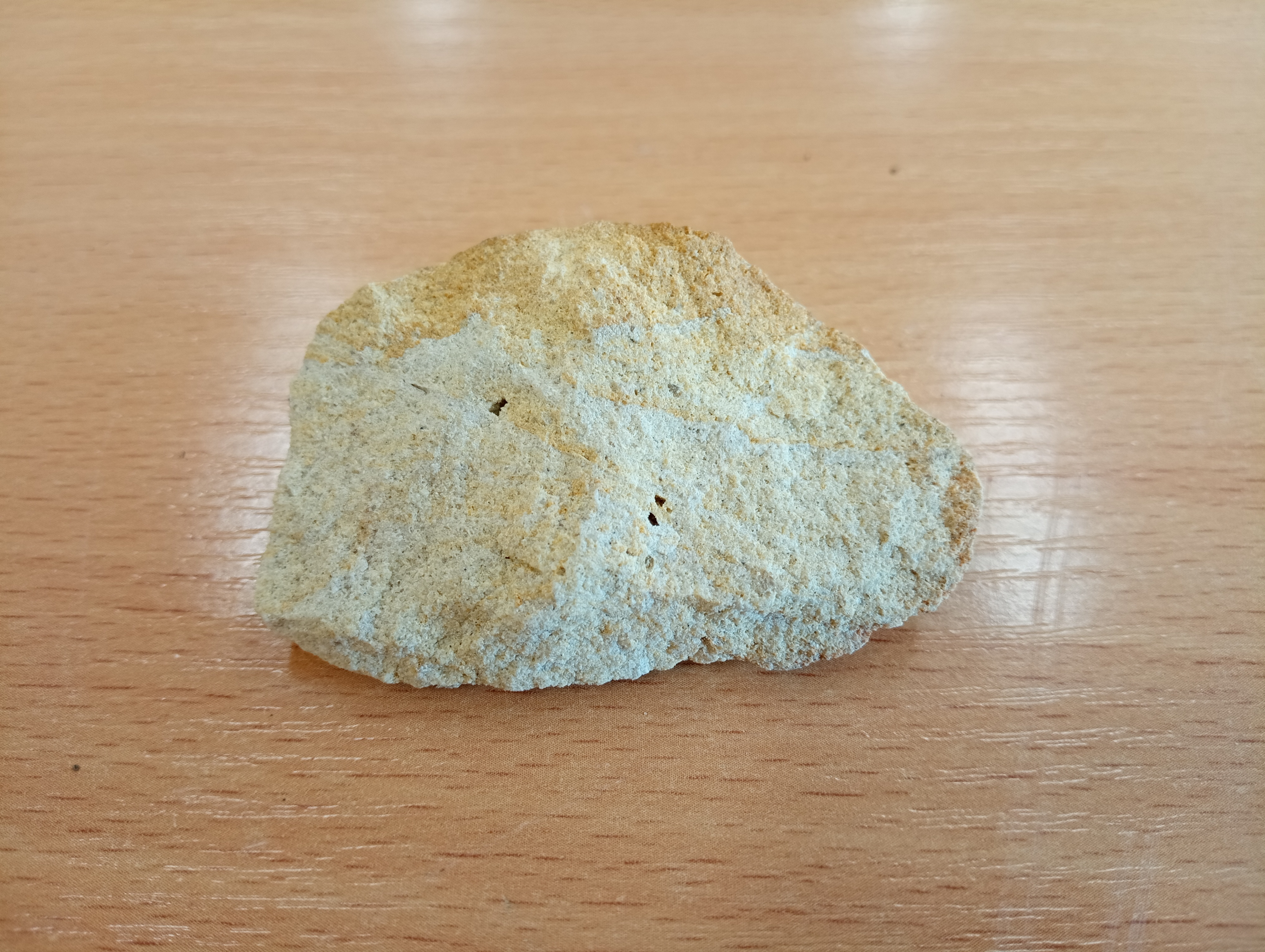
Pískovec z Bílého potoka
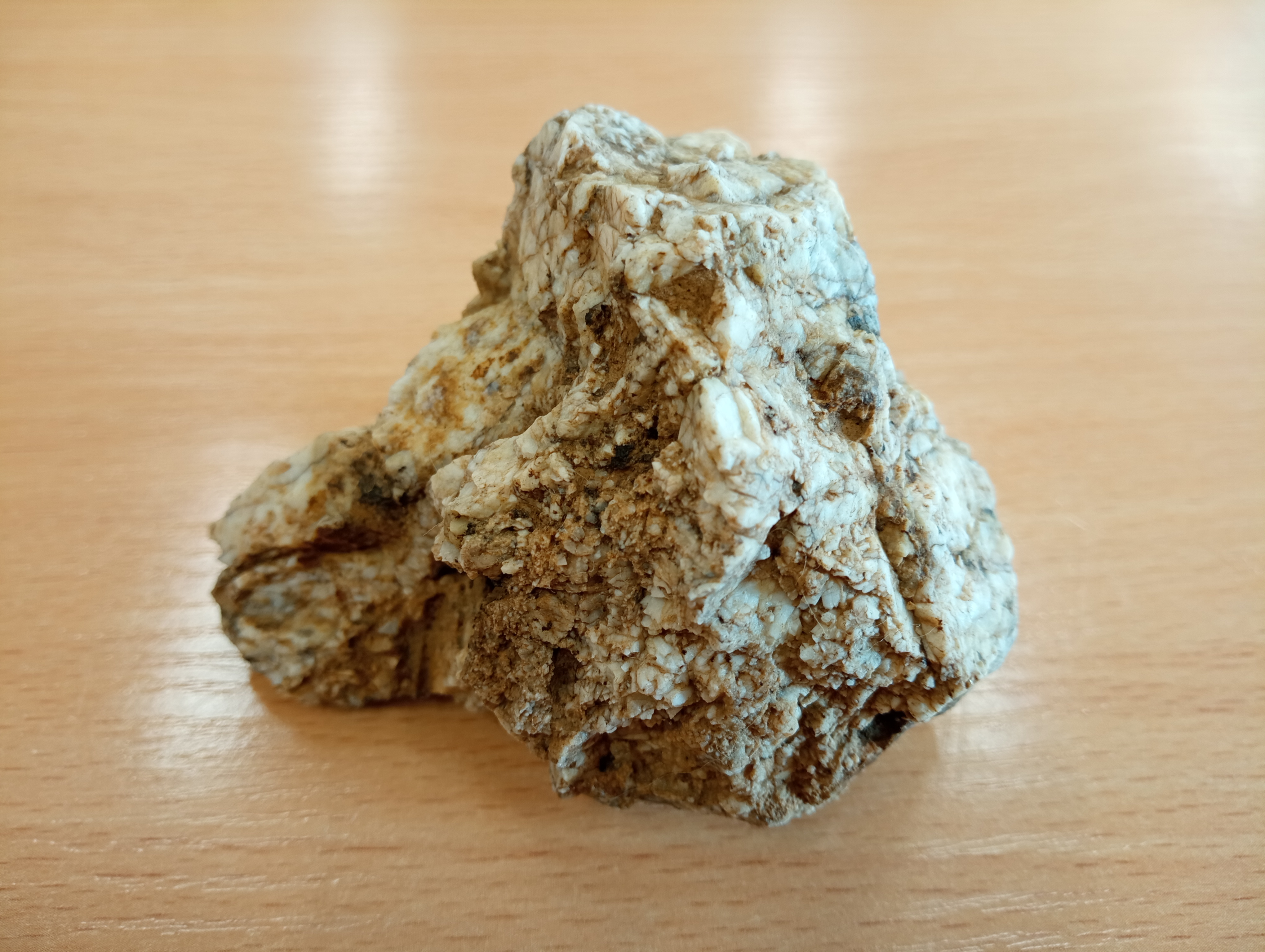
Křemen z Bílého potoka